# Kenny Drew
Kenneth Sidney "Kenny" Drew (Nova Iorque, 28 de agosto de 1928 – Copenhaga, 4 de agosto de 1993) foi um pianista de jazz estadunidense.
Nascido em Nova Iorque em 1928, começou a ter aulas de piano com apenas cinco anos de idade. Trabalhou em bandas lideradas por DeFranco, Coleman Hawkins, Lester Young, Charlie Parker, entre outros. Depois de um breve período com seu próprio trio, na Califórnia, Drew voltou para Nova Iorque, tocando com Dinah Washington, Johnny Griffin, Buddy Rich, entre outros artistas. Kenny Drew foi um dos vários músicos de jazz estadunidenses que se estabeleceram na Europa, em torno desse período ele se mudou para Paris em 1961 e Copenhaga, três anos depois.

## Discografia
- I Hear You John (1999)
- Impressions (1999)
- Expressions (1999)
- Live in Europe 1992 (1998)
- Falling Leaves (1997)
- Solo-Duo (1996)
- All The Thing You Are (1993)
- Plays Standards Live at the Blue Note Osaka (1992)
- Cleopatra's Dream (1992)
- Home Is Where The Soul Is (1978)
- For Sure! (1978)